# باشگاه فوتبال یاته تاون
باشگاه فوتبال یاته تاون (به انگلیسی: Yate Town Association Football Club) یک باشگاه فوتبال در شهر یاته، کشور انگلستان است که در سال ۱۹۰۶ میلادی تأسیس شده‌است.